# Diva Grabovčeva

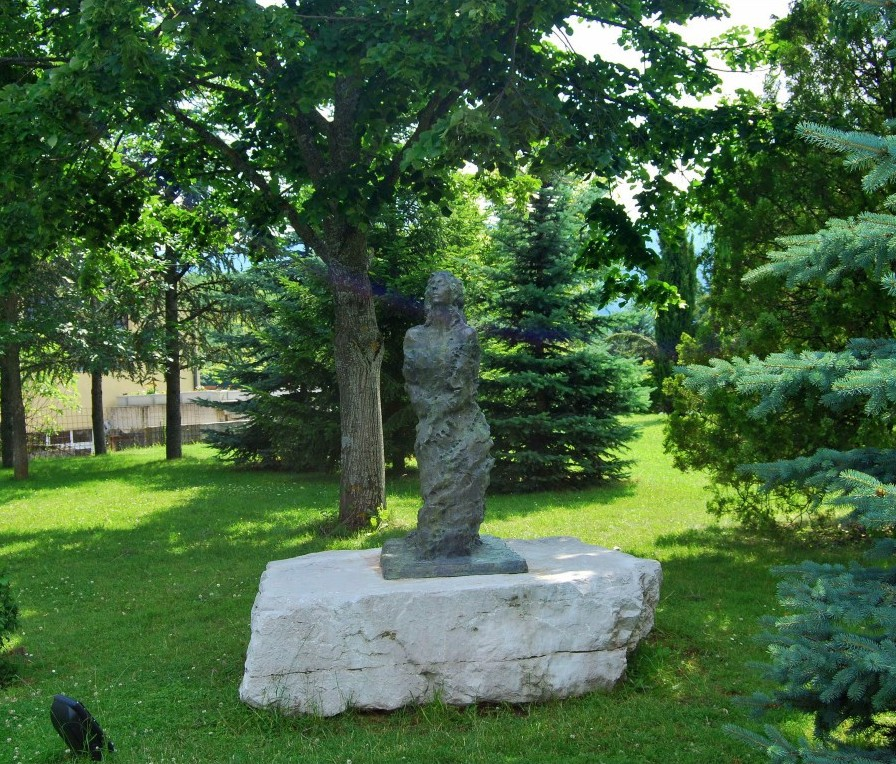
En staty som ska föreställa Diva Grabovčeva.

Diva Grabovčeva, död omkring 1680, var en kroatisk jungfru och katolsk martyr enligt en legend.  

## Hagiografi
Diva Grabovčeva var kroatiska och troende katolik från byn Rama i 1600-talets Bosnien och Hercegovina, som då var en del av Osmanska riket. En turkisk bej vid namn Tahir-beg Kopčić från Kupres förälskade sig i henne och friade till henne då hon var mellan sexton och arton år. Diva vägrade att konvertera till islam och tackade nej med hela sin familj bakom sig. Bejen skickade då några av sina anhängare för att ånyo fria till henne. Hon gömde sig då ute på ett fält och i närheten av en flock får. Bejens undersåtar lyckades dock finna henne, men även denna gång avböjde hon. Diva flydde sedan upp till bergen för att söka skydd. Bejen blev då ursinnig och begav sig ut för att finna henne. Slutligen lyckades de finna henne uppe bland bergen men hon fortsatte att vägra varpå bejen blev rasande och mördade Diva med kniv. Hon begravdes då vid berget Vran i närheten av Prozor, och hennes grav har utmärkts.
Sedan dess har många kroater färdats till hennes grav för att visa sin vördnad. Varje år, den första söndagen i maj, hålls en mässa vid hennes gravplats för att hedra hennes martyrium. Sedan 1998 står även en bronsstaty av Diva vid platsen. Statyn utfördes av Kuzma Kovačić.